# 早晩性
早晩性（そうばんせい）とは、作物・品種ごとの収穫期となるまでの栽培期間についての特性。実際には温度や日長と言った環境条件によって変化し相対的に決定されるため相対指標である。

## 種類
作物の早晩性については、早生（わせ、そうせい）、中生（なかて、ちゅうせい）、晩生（おくて、ばんせい）に分類され、より細かく分類される場合には、極早生、早生、中生、晩生、極晩生、または、極早生、早生、中早生、中晩生、極晩生（大晩生）と分類される。
早生早生とは、作物の収穫時期となるのが中生よりも早い品種。細かく分類される場合には極早生よりも収穫時期の遅いものを指す。早生の品種を早生種あるいは早生品種という。英語表記ではearly flowering または early maturing もしくは early ripening。
中生
中生とは、作物の収穫時期が早生よりも遅く晩生よりも早い品種。英語表記ではmedium flowering または medium maturing もしくは medium ripening。
晩生
晩生とは、作物の収穫時期となるのが遅い品種。英語表記ではlate flowering または medium maturing もしくは medium ripening。

## 特性
一般的には生育期間が長いほど収量は高くなるため、晩生の品種ほど収量は高く早生の品種ほど収量は低くなる
。しかし、高冷地の夏作物や収穫期が梅雨や台風などの時期と重ならないよう災害を回避するために栽培される場合には早生の品種のほうが有利であり、生育期間が長く大雨や低温といった気象条件の影響を受けると減収や収穫作業の困難を生じる場合がある。
早生の品種と晩生の品種を組み合わせることで収穫期を変えることができ、自然災害のリスクの分散などによって、作柄を安定させることが可能となる。